# Conrad Ribbing
Conrad Ribbing, född 7 januari 1671 i Stockholm, död 17 oktober 1736 i Stockholm i släkten Ribbing, begravd 20 oktober 1736 i Klara kyrka, var en svensk friherre, landshövding och president i Bergskollegium.

## Biografi
Conrad Ribbing tillhörde friherrliga ätten Ribbing af Zernava, ett gods som farfadern Per Ribbing varit friherre till. Fadern Leonard Ribbing var landshövding och modern Catharina var dotter till Conrad Falkenberg. Conrad Ribbing var föräldrarnas andra barn av sex; hans äldre bror var Pehr Lennartsson Ribbing. På grund av en ammas hårdhänta vård av honom blev han halt, och kunde därför inte bli militär som de flesta andra adelsmän.
Conrad Ribbing fick först undervisning i hemmet innan han inskrevs vid Uppsala universitet, varpå han företog en peregrination i norra Europa - utan att kunna tyska. 1695 hade han återvänt och fick då med sin äldre bror försöka rädda moderns egendomar från Karl XI:s reduktion. Samma år blev han auskultant vid Svea hovrätt och hade inom tio år blivit assessor där. 1712 blev han lagman i Hallands lagsaga och var samtidigt vikarierande landshövding i Östergötlands län till 1713, eftersom Johan Paulinus Lillienstedt hindrades tillträda sitt landshövdingeämbete på grund av sina diplomatiska uppdrag i utlandet. Han var också vikarierande landshövding i Västmanland, samt blev 1718 lagman i Stockholms läns lagsaga och ordningsman i Stockholms län. Han deltog därför i kommissionen mot Georg Heinrich von Görtz.
Brodern Pehr och Conrad Ribbing deltog i hög grad i tillkomsten av 1719 års regeringsform, och hade innan dess varit en central motståndare till det karolinska enväldet. Han var landshövding i Närke och Värmlands län i ett decennium, från 1719 till 1729 – efter att han fått avslag att bli riksråd. Under de åren lyckades han återskaffa patronatsrätt (jus patronatus)för en del av godsen på fädernet, Gimmerstad och Stenhammar som han därefter kunde skriva sig till. I egenskap av landshövding inmutade han området för Loka brunn, varmed dess historia som kurort kan sägas börja.
Han efterträdde 1731 Magnus Palmqvist som president i Bergskollegium.

### Egendom
Ribbing ägde Gimmersta herrgård i Julita socken, Stäringe i Årdala socken, Stenhammars slott i Flens socken och Håberg i Flo socken.

### Familj
Ribbing gifte sig 24 januari 1721 på Stjärnorps slott i Stjärnorps socken med Ebba Charlotta Douglas (1696–1773), dotter till landshövdingen greve Gustaf Douglas och grevinnan Beata Margareta Stenbock. De fick tillsammans barnen ceremonimästaren Lennart Ribbing (1722–1796) och Beata Catharina Ribbing (1725–1792) som var gift med sin kusin på moderns sida och syssling på fadern sida, landshövdingen friherre Gabriel Falkenberg af Trystorp.